# Jenny Lee Smith
Jennifer Constance (Jenny) Lee Smith (Newcastle upon Tyne, 2 december 1948) is een Engelse golfprofessional die golfte op de Women's Professional Golf Association Tour (nu gekend als de Ladies European Tour (LET)).

## Loopbaan
In eind de jaren 1960 en begin de jaren 1970 golfte Smith jarenlang op regionale golftoernooien. In 1974 en 1976 werd ze lid van het Britse golfteam op de Curtis Cup. In 1976 won ze als amateur de eerste editie van het Ladies' British Open (nu gekend als het Women's British Open).
In 1977 werd Smith een golfprofessional en kwalificeerde zich voor de LPGA Tour. Ze bleef daar golfen tot 1984, maar boekte gen successen. Naast de LPGA Tour, golfte ze ook op de Women's Professional Golf Association Tour (nu gekend als de Ladies European Tour). Tijdens haar WPGA-periode behaalde ze tien overwinningen, waar ze ook de Order of Merit van de WPGA won in 1981 en 1982.

## Prestaties
Ladies European Tour
| Jaar | # | Toernooien |
| ---- | - | --- |
| 1979 | 1 | Carlsberg (Arcot Hall) |
| 1980 | 4 | Carlsberg (Shifnal), Robert Winsor Productions Championship, Manchester Evening News Pro-Am Classic, Volvo International Tournament |
| 1981 | 3 | Sposts Space Championship, McEwans Lager Welsh Classic, Lambert & Butler Matchplay                                                  |
| 1982 | 1 | Ford Ladies' Classic |
| 1984 | 1 | British Olivetti Tournament |

Overige
- 1974: Wills International Matchplay Tournament
- 1976: Ladies' British Open (als amateur)

## Prijzen
- LET Order of Merit: 1981 & 1982